# Chiến dịch tranh cử tổng thống năm 2020 của Donald Trump
Chiến dịch tranh cử tổng thống năm 2020 của Donald Trump là chiến dịch tái tranh cử thất bại của Tổng thống thứ 45 của Hoa Kỳ Donald Trump, người nhậm chức vào ngày 20 tháng 1 năm 2017.
Trump bắt đầu chiến dịch tái tranh cử sớm một cách bất thường đối với một tổng thống đương nhiệm. Ông bắt đầu chi tiêu cho nỗ lực tái tranh cử của mình trong vài tuần sau khi đắc cử và chính thức đệ trình chiến dịch của mình với Ủy ban bầu cử liên bang vào ngày nhậm chức. Kể từ tháng 2 năm 2017, Trump đã tổ chức nhiều cuộc mít tinh và gây quỹ cho chiến dịch này. Ông đã đến thăm các tiểu bang bầu cử quan trọng. Chiến dịch này đã gây quỹ và chạy hai chiến dịch quảng cáo trên toàn quốc. Trump đã xác nhận trong một số bài phát biểu rằng các khẩu hiệu cho cuộc đua năm 2020 sẽ là "Keep America Great" và "Promises Made, Promises Kept".
Vào ngày 7 tháng 11 năm 2018, Trump đã xác nhận rằng Mike Pence sẽ là phó tổng thống đồng hành của ông vào năm 2020. Vào ngày 18 tháng 6 năm 2019, Trump đã tổ chức một sự kiện ra mắt chiến dịch chính thức tại Trung tâm Amway ở Orlando, Florida.

## Bối cảnh
Những người tiền nhiệm của Trump đã sáp nhập các ủy ban chiến dịch của họ vào ủy ban của đảng của họ sau chiến thắng bầu cử của họ. Sau chiến thắng bầu cử năm 2016, Trump đã tránh xa truyền thống tổng thống này và giữ lại một ủy ban chiến dịch riêng tiếp tục gây quỹ. Vào tháng 12 năm 2016, chiến dịch này đã huy động được 11 triệu đô la. Những động thái này cho thấy Trump đã để mắt đến một cuộc chạy đua tranh cử vào năm 2020.
Trump bắt đầu chi tiền cho cuộc đua năm 2020 vào ngày 24 tháng 11 năm 2016 (mười sáu ngày sau khi kết thúc cuộc bầu cử năm 2016). Khoản giải ngân chiến dịch sớm nhất mà các ủy ban của ông đã báo cáo được dành cho các cuộc bầu cử tổng thống năm 2020 là để mua vé Delta Air Lines vào ngày này.
Trump chính thức nộp chiến dịch tái tranh cử của mình với FEC vào ngày 20 tháng 1 năm 2017, ngày nhậm chức. Trump đã phát động chiến dịch tái tranh cử của mình sớm hơn trong nhiệm kỳ tổng thống so với những người tiền nhiệm đã làm. Barack Obama, George W. Bush, Bill Clinton, George HW Bush và Ronald Reagan đều tuyên bố tranh cử để tái tranh cử trong năm thứ ba của nhiệm kỳ tổng thống. Trump đã nộp các giấy tờ cho chiến dịch tái tranh cử của mình khoảng 47 tháng trước ngày bầu cử.  Ngược lại, cả Reagan và George HW Bush đã nộp đơn chỉ trước kỳ tranh cử khoảng mười hai tháng, George W. Bush đã nộp đơn trước khoảng mười tám tháng, và cả Clinton và Obama chỉ nộp đơn khoảng mười chín tháng trước ngày bầu cử.
Trong khi các tổng thống trước đó đã tổ chức các cuộc mít tinh trong những ngày đầu của nhiệm kỳ tổng thống của họ để thu hút sự ủng hộ của pháp luật, thì các cuộc mít tinh như vậy khác với những gì ông Trump tổ chức ở chỗ các cuộc mít tinh của các tổng thống trước đó được Nhà Trắng tài trợ thay vì các ủy ban chiến dịch. Một trong những lợi thế của việc ủy ban chiến dịch của Trump tài trợ cho các sự kiện trên là các nhà tổ chức có thể sàng lọc người tham dự một cách phân biệt hơn, từ chối cho những người không ủng hộ Trump tham gia. Cuộc vận động bầu cử tháng hai của Trump ở Melbourne, Florida, là cuộc vận động chiến dịch bầu cử sớm nhất cho một tổng thống đương nhiệm.
Bằng cách nộp đơn cho chiến dịch của mình ngay khi vừa nhậm chức, Trump cũng tự mình bắt đầu gây quỹ tranh cử. Về mặt lý thuyết việc này có thể giúp ngăn cản những người thách thức chính cho vị trí Tổng thống.
Trump sẽ cán mốc 74 tuổi vào ngày bầu cử năm 2020. Điều này sẽ khiến Trump trở thành ứng cử viên tổng thống lớn tuổi nhất đại diện cho một đảng lớn, vượt qua Ronald Reagan và Bob Dole, cả hai đều ở tuổi 73 khi họ là ứng cử viên của Đảng Cộng hòa vào năm 1984 và 1996, tương ứng.
Kể từ khi ba người tiền nhiệm của ông (Bill Clinton, George W. Bush và Barack Obama) giành chiến thắng, nếu ông Trump tái đắc cử, đây sẽ là lần đầu tiên trong lịch sử nước Mỹ có bốn tổng thống liên tiếp được bầu giữ chức vụ hai nhiệm kỳ. Nếu Trump hoàn thành nhiệm kỳ thứ hai vào ngày 20 tháng 1 năm 2025, ông sẽ cán mốc 78 tuổi và sẽ trở thành người già nhất giữ chức Tổng thống, vượt qua Ronald Reagan (77 tuổi khi ông rời nhiệm sở năm 1989). 

### Chiến dịch thường trực
Mặc dù hồ sơ tranh cử sớm của Trump là đặc biệt bất thường, các khía cạnh của một " chiến dịch thường trực " không hoàn toàn là chưa từng có trong chính trị Mỹ. Một hiện tượng như vậy đã xuất hiện trong Nhà Trắng ít nhất là ngay từ nhiệm kỳ tổng thống của Bill Clinton. Dưới sự cố vấn của Sidney Blumenthal, nhân viên của Clinton tiếp tục tham gia vào phương pháp tranh cử khi còn đương nhiệm, sử dụng phương pháp thăm dò ý kiến để được hỗ trợ đưa ra quyết định.
Các nhà quan sát chính trị ủng hộ quan điểm rằng một chiến dịch thường trực đã có tác động đáng kể đối với các tổng thống gần đây, cho rằng các quyết định của các tổng thống ngày càng được đưa ra với sự cân nhắc về tác động của chúng đối với sự chấp thuận của cử tri.
Khái niệm về một chiến dịch thường trực cũng mô tả trọng tâm mà các tổng thống gần đây đã dành cho các mối quan tâm bầu cử trong nhiệm kỳ của họ tại vị, với sự phân biệt giữa thời gian họ đã điều hành và thời gian họ đã dành cho chiến dịch tranh cử đã trở nên mờ nhạt. Các nhà quan sát chính trị coi sự gia tăng gây quỹ của tổng thống là một triệu chứng của chiến dịch thường trực.
Khoảng thời gian lớn không tương xứng mà các tổng thống đã dành để đến thăm các quốc gia bầu cử quan trọng (và một lượng tương đối nhỏ họ đã dành để thăm các quốc gia ít quan trọng về bầu cử đối với họ) đã được chỉ ra là bằng chứng về các động cơ bầu cử thầm kín ảnh hưởng đến quản trị tổng thống, biểu tượng của ranh giới mờ nhạt giữa chiến dịch vận động và quản trị trong Nhà Trắng. Ví dụ, George W. Bush đã thực hiện 416 chuyến đi trong nước trong ba năm đầu cầm quyền. Con số này cao hơn 114 so với người tiền nhiệm Bill Clinton trong ba năm đầu tiên của ông. Trong năm đầu tiên của mình, 36% các chuyến đi trong nước của Bush là đến 16 bang được coi là các bang xoay vòng sau khi đã thắng với mức chênh lệch tối thiểu trong cuộc bầu cử năm 2000. Trong năm thứ hai, 45% chuyến du lịch trong nước của Bush là đến các tiểu bang này, và năm thứ ba, 39% chuyến du lịch trong nước của Bush là đến các bang này.
Theo hãng tin AP, một công ty phân tích dữ liệu có tên Data Propria, được thành lập vào tháng 5 năm 2018 để cung cấp các dịch vụ nhắm mục tiêu quảng cáo và do các cựu quan chức của Cambridge Analytica điều hành, đang làm việc về quan hệ công chúng cho chiến dịch tái tranh cử năm 2020 của Trump.

### Quan điểm chính trị
Xuất hiện từ đại hội năm 2020, chương trình chiến dịch cho nhiệm kỳ thứ hai chủ yếu dựa trên chương trình nghị sự của nhiệm kỳ đầu tiên.
Khi một số cuộc biểu tình George Floyd bao gồm các vụ bạo lực, Trump nhấn mạnh "luật pháp và trật tự" như một chủ đề chiến dịch chính, hướng những lời chỉ trích cụ thể vào antifa. Trump và tổng chưởng lý Bill Barr khẳng định rằng antifa đã tổ chức các cuộc biểu tình, mặc dù không có bằng chứng nào chứng minh điều đó. Barr cũng đã liên kết antifa một cách vô căn cứ với phong trào Black Lives Matter. Ba báo cáo dự thảo tháng 8 năm 2020 của DHS không đề cập đến việc chống Pháp như một nguy cơ khủng bố trong nước và xếp ưu thế của người da trắng là nguy cơ hàng đầu, cao hơn so với các nhóm khủng bố nước ngoài. Brian Murphy - cho đến tháng 8 năm 2020, thứ trưởng của DHS về tình báo và phân tích - đã khẳng định trong một khiếu nại của người tố giác vào tháng 9 năm 2020  rằng Bộ trưởng Bộ An ninh Nội địa Chad Wolf và cấp phó Ken Cuccinelli đã hướng dẫn anh ta "sửa đổi các đánh giá tình báo để đảm bảo chúng phù hợp với các bình luận công khai của Tổng thống Trump về chủ đề ANTIFA và các nhóm 'vô chính phủ' và để hạ thấp mức độ nghiêm trọng của rủi ro liên quan đến quyền tối cao của người da trắng, điều mà Murphy cho biết ông đã từ chối làm. Chiến dịch đã gửi một tin nhắn văn bản gây quỹ tới những người ủng hộ vào tháng 9 năm 2020 nêu rõ "ANTIFA ALERT", tiếp tục, "Họ sẽ tấn công nhà bạn nếu Joe được bầu." 

### Tỷ lệ ủng hộ
Tỷ lệ ủng hộ tổng thống, mặc dù tăng nhẹ trong suốt nửa sau của nhiệm kỳ đầu tiên của ông, nhìn chung đã cho thấy Trump là một trong những tổng thống ít được yêu thích nhất trong lịch sử thăm dò dư luận hiện đại trong một năm bầu cử tổng thống. Các nhà quan sát chính trị chỉ ra rằng sự chấp thuận công việc của tổng thống mang tính đảng phái cao, với bài viết của Gallup vào tháng 3 năm 2020:
- 92% sự tán thành giữa các đảng viên Cộng hòa và 42% trong số những người độc lập gần với mức xếp hạng cao nhất của ông cho các nhóm đó. Trong khi đó, tỷ lệ tán thành của ông trong số các đảng viên Dân chủ, hiện là 8%, chưa cao hơn 13% kể từ khi ông nhậm chức vào tháng 2 năm 2017. Khoảng cách 84 điểm hiện tại trong việc tán thành giữa đảng Cộng hòa và đảng Dân chủ chỉ là một vài điểm so với mức phân cực kỷ lục mà Gallup đã tìm thấy vào cuối tháng Giêng và đầu tháng Hai.[44]

Giữa đại dịch COVID-19 vào đầu mùa xuân năm 2020,tỷ lệ ủng hộ Trump đã chứng kiến một cuộc biểu tình ủng hộ nhỏ nhưng đáng chú ý, sau đó là một sự sụt giảm vào giữa năm 2020. Vào tháng 6 và tháng 7 năm 2020, các cuộc thăm dò dư luận cho thấy sự ủng hộ Trump đã suy yếu đáng kể.

#### Các chuyến công du trong nước của Donald Trump trên cương vị Tổng thống Mỹ
Các bản đồ sau đây ghi lại tần suất Tổng thống Trump đã đến thăm từng bang và vùng lãnh thổ trong nhiệm kỳ tổng thống của mình.
- 2017
- 2018
- 2019

## Phát triển chiến dịch năm 2017

### Tháng 1 năm 2017: Ra mắt
Vào ngày 10 tháng 1 năm 2017, Politico đưa tin rằng Tổng thống Trump sẽ giữ cho các văn phòng tranh cử của mình ở Tháp Trump luôn mở để tạo cơ sở cho chiến dịch tái tranh cử. Vào thời điểm đó, các văn phòng tranh cử của ông tại Tháp Trump đã có đội ngũ nhân viên khoảng 10 người do chiến lược gia Đảng Cộng hòa Michael Glassner lãnh đạo.  Cấp phó của Glassner là John Pence, cháu trai của Phó Tổng thống Mike Pence.  Các nhân viên của chiến dịch đã tập trung vào việc xây dựng dữ liệu và gây quỹ cho một chiến dịch tái tranh cử năm 2020.
Vào ngày 18 tháng 1, Trump tiết lộ, trong một cuộc phỏng vấn với The Washington Post, rằng ông đã quyết định lấy Giữ nước Mỹ tiếp tục vĩ đại sẽ là khẩu hiệu chiến dịch tái tranh cử năm 2020 của ông. Hai ngày sau, vào ngày nhậm chức, Trump đệ đơn lên Ủy ban Bầu cử Liên bang (FEC) tuyên bố rằng ông đủ tiêu chuẩn trở thành ứng cử viên cho cuộc bầu cử tổng thống năm 2020.

### Tháng 2 năm 2017: Mít tinh đầu tiên

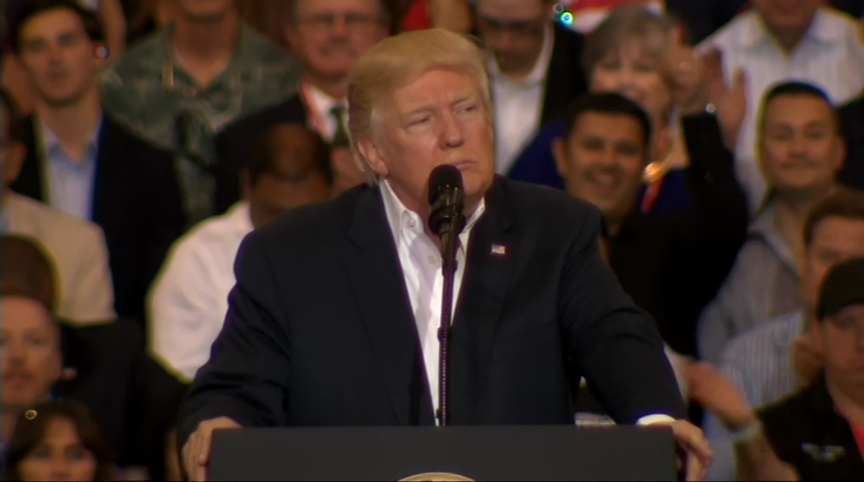
Trump phát biểu tại cuộc tụ tập chiến dịch đầu tiên của mình ở Florida

Đến ngày 1 tháng 2 năm 2017, chiến dịch tái tranh cử của Trump đã huy động được hơn 7 triệu đô la.
Cuộc tụ tập đầu tiên do chiến dịch tổ chức được tổ chức vào ngày 18 tháng 2 năm 2017, tại Melbourne, Florida, và có sự tham dự của khoảng 9.000 người ủng hộ. Đây là lần đầu tiên một tổng thống đương nhiệm tổ chức một cuộc mít tinh chiến dịch tái tranh cử. Trong cuộc biểu tình, Trump đã bảo vệ hành động của mình và chỉ trích giới truyền thông. Anh ấy nói đến một sự cố không tồn tại ("đêm qua ở Thụy Điển... ") trong khi chỉ trích chính sách tị nạn của một số nước châu Âu. Sau phản ứng dữ dội từ báo chí và chính phủ Thụy Điển, Trump nói rằng ông đang đề cập đến một chương trình của Fox News được phát sóng vào ngày hôm trước.
Vào ngày 24 tháng 2, Trump phát biểu tại Hội nghị Hành động Chính trị của Đảng Bảo thủ, một sự kiện hàng năm thường tổ chức một cuộc thăm dò ý kiến tổng thống. Tuy nhiên, cuộc thăm dò ý kiến của CPAC 2017 không bao gồm khảo sát ưu tiên về các ứng cử viên tổng thống.

### Tháng 3 năm 2017: Mít tinh thứ hai và thứ ba
Vào ngày 4 tháng 3, đã có một loạt các cuộc mít tinh địa phương do các đồng minh của chiến dịch tổ chức tại khoảng 50 thành phố. Một số cuộc biểu tình đã gặp phải các cuộc biểu tình phản đối , nơi một số người biểu tình bị bắt. Các sự kiện khác đã được tổ chức trên khắp đất nước trong suốt tháng Ba, một số trong số đó dẫn đến bạo lực.
Cuộc biểu tình thứ hai của chiến dịch được tổ chức một tháng sau đó tại Nashville vào ngày 15 tháng 3, và trùng với sinh nhật lần thứ 250 của Andrew Jackson. Trước cuộc biểu tình, Trump đã bày tỏ lòng kính trọng đối với Jackson và đặt vòng hoa tại lăng mộ của ông. Trong cuộc biểu tình, Trump hứa sẽ bãi bỏ Đạo luật Chăm sóc Giá cả phải chăng ('Obamacare') và bảo vệ lệnh cấm đi lại sửa đổi của mình, đã bị Derrick Watson, một thẩm phán liên bang ở Hawaii, giữ lại vài giờ sau đó.
Một cuộc biểu tình thứ ba đã được tổ chức bởi chiến dịch ở Louisville vào ngày 20 tháng Ba. Tại cuộc biểu tình, Trump đã thúc đẩy nỗ lực bãi bỏ Obamacare.
Vào ngày 29 tháng 3, có thông tin rằng Lara Trump, con dâu của tổng thống, đã được nhà cung cấp kỹ thuật số của chiến dịch Giles-Parscale thuê làm cố vấn.

### Tháng 4 năm 2017: Mít tinh thứ tư

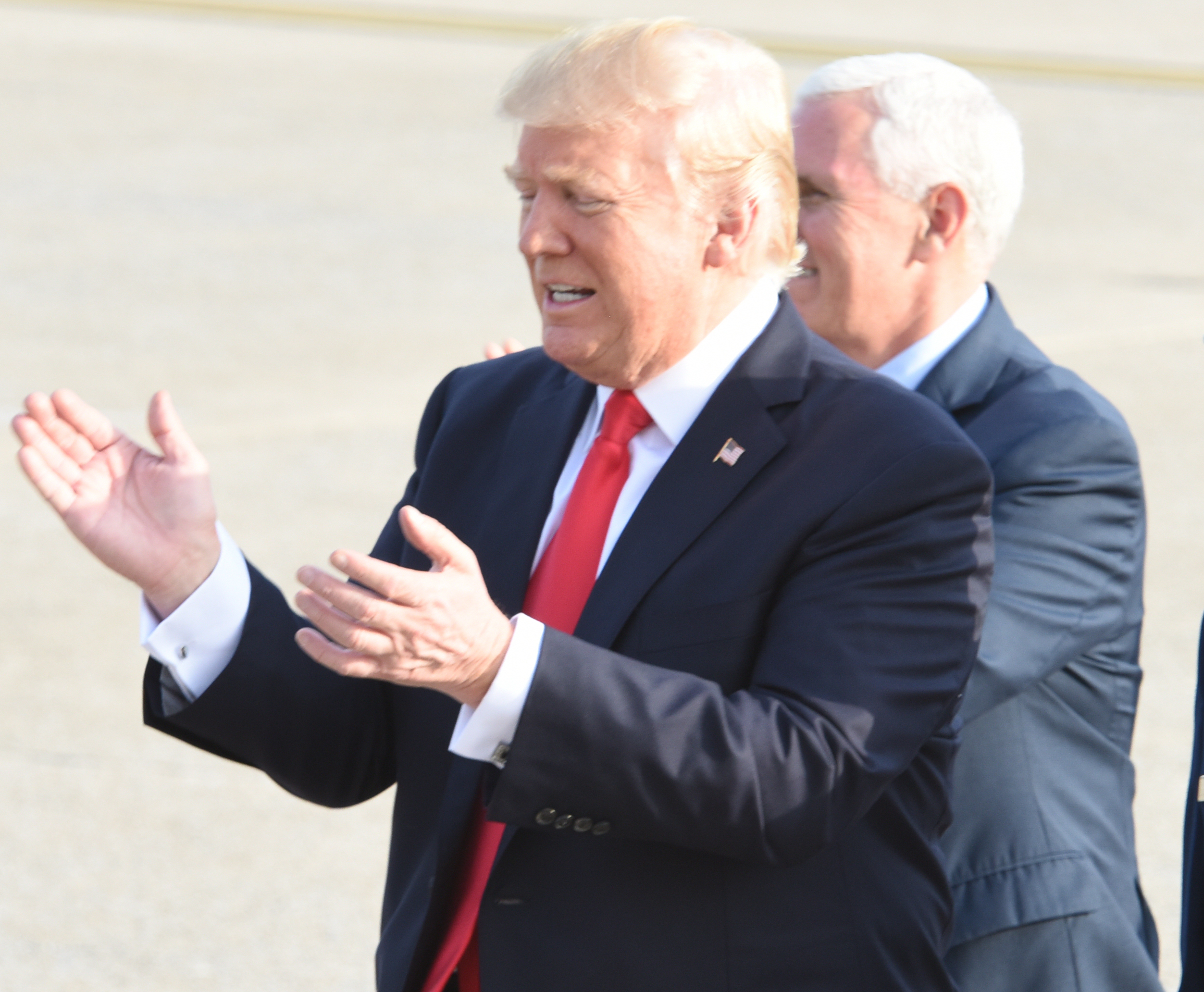
Trump và Pence đến Pennsylvania vào ngày 29 tháng 4 cho cuộc gặp của họ ở Harrisburg.

Đến giữa tháng 4, chiến dịch tranh cử của Trump đã có đội ngũ nhân viên khoảng 20 nhân viên.
Trump đã có một bài phát biểu vào ngày 28 tháng 4 tại một sự kiện cho Hiệp hội Súng trường Quốc gia.
Trump đã tổ chức cuộc biểu tình chiến dịch thứ tư của mình vào ngày 29 tháng 4 tại Harrisburg, Pennsylvania, trùng với ngày thứ 100 trong nhiệm kỳ tổng thống của Trump. Nó cũng diễn ra cùng đêm với Bữa tối của các phóng viên Nhà Trắng, mà Trump không tham dự. Ngoài Trump, Phó Tổng thống Pence cũng phát biểu tại cuộc biểu tình ngày 29/4.

### Tháng 5 năm 2017: Khởi chạy chiến dịch quảng cáo đầu tiên
Vào ngày 1 tháng 5, chiến dịch thông báo rằng họ đã chi 1,5 triệu đô la trên các quảng cáo quốc gia chào hàng những thành tựu của Trump trong một trăm ngày đầu tiên. Quảng cáo mua, bao gồm các quảng cáo nhắm mục tiêu đến những cử tri ủng hộ các mục cụ thể trong chương trình nghị sự của nhiệm kỳ tổng thống của Trump, đến khoảng 42 tháng trước ngày bầu cử 2020, hoặc bất kỳ tuyên bố ứng cử viên của đảng lớn nào khác. FactCheck.org đã tìm thấy một số điểm không chính xác trong quảng cáo, và Eric Zorn của Chicago Tribune mô tả quảng cáo dài 30 giây là "được nhồi nhét bằng những câu nói gây hiểu lầm chữ ký của Trump". Ngoài ra, các phiên bản gốc của quảng cáo cho thấy Trump bắt tay với HR McMaster, một thành viên quân đội đang tại ngũ bị cấm tham gia bất kỳ hoạt động vận động chính trị nào khi mặc quân phục. Những lần phát sóng sau đó của quảng cáo đã thay thế clip này.
Quảng cáo này cho rằng phương tiện truyền thông " tin giả " từ chối báo cáo những thành công của chính quyền, nhưng Forbes chỉ ra rằng chính quảng cáo đã trích dẫn các nguồn truyền thông chính thống bao gồm CNBC, The Boston Globe và The New York Times. Vì cáo buộc này chống lại các phương tiện truyền thông tin tức, CNN đã quyết định ngừng chạy quảng cáo, một quyết định mà giám đốc chiến dịch Michael Glassner chỉ trích là một hành động "kiểm duyệt tự do ngôn luận của chúng tôi". ABC, CBS và NBC sau đó đã cùng với CNN từ chối phát quảng cáo. Lara Trump, một nhà tư vấn cho chiến dịch tranh cử và là con dâu của tổng thống, gọi việc xóa quảng cáo là "một hành động kiểm duyệt chưa từng có ở Mỹ mà mọi công dân yêu tự do đều quan tâm".
Vào ngày 8 tháng 5, ngay sau khi phóng viên Cecilia Vega hỏi thư ký báo chí Nhà Trắng Sean Spicer về những tuyên bố mà chiến dịch tranh cử năm 2016 của Trump đã đưa ra liên quan đến việc tạm thời cấm người Hồi giáo nhập cảnh vào Hoa Kỳ, trang web tranh cử của Trump đã tự xóa tất cả các tuyên bố của chiến dịch tranh cử năm 2016. Chủ tịch chiến dịch Michael Glassner sau đó đã thông báo rằng trang web đang được thiết kế lại. Việc thiết kế lại trang web của chiến dịch tranh cử của Trump được các nguồn truyền thông coi là đặt nền móng cho một chiến dịch tái tranh cử toàn diện. The Washington Examiner ' Druckert ' chỉ ra trên Twitter rằng các trang web được thiết kế lại tính năng hình ảnh của Trump với một sĩ quan quân đội mặc đồng phục vào tổ của nó ở trang góp', mà vi phạm các Sở quy định Quốc phòng rằng cấm mặc đồng phục sĩ quan quân đội tham gia bất kỳ hoạt động chính trị.
Vào ngày 18 tháng 5, Trump đã tiếp các chủ tịch của các đảng bang Colorado, Iowa, Michigan, New Hampshire, North Carolina, Ohio và Pennsylvania tại Nhà Trắng. Mỗi bang của họ được coi là các bang xoay vòng tổng thống. Vào ngày 25 tháng 5, các con trai của Trump là Donald Jr. và Eric, cùng với vợ của Eric là Lara, đã tổ chức một loạt cuộc họp tại văn phòng Ủy ban Quốc gia Đảng Cộng hòa (RNC) ở Washington, DC để vạch ra chiến lược tranh cử.

### Tháng 6 năm 2017: Cuộc gặp gỡ thứ năm, lần gây quỹ đầu tiên và các chuyến thăm đến các bang dao động

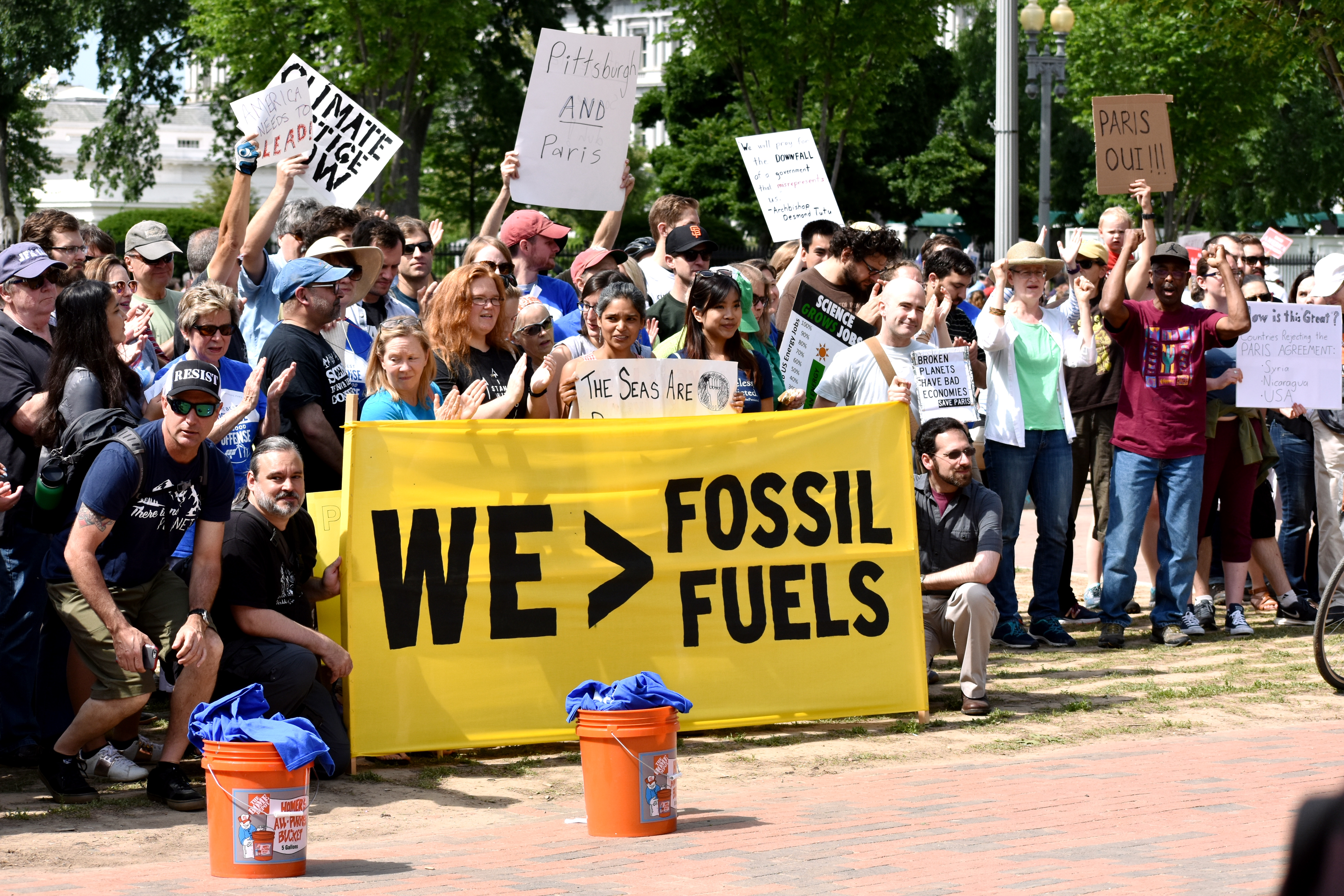
Những người phản đối tại Pittsburgh Not Paris Rally

Vào ngày 1 tháng 6, Tổng thống Trump tuyên bố kế hoạch rút khỏi Thỏa thuận Paris với nội dung: "Tôi được bầu để đại diện cho công dân của Pittsburgh, không phải Paris". Ngay sau đó, chiến dịch đã thông báo rằng họ sẽ tổ chức một cuộc đua Pittsburgh Not Paris Rally đối diện Nhà Trắng. Cuộc biểu tình được tổ chức vào tháng 6 3 tại Quảng trường Lafayette. Sự kiện này được tài trợ bởi Ủy ban Cộng hòa Quận Fairfax và Đảng Cộng hòa Virginia. Tương đối ít người tham dự sự kiện, với ước tính thay đổi từ 200 người (bao gồm cả những người phản đối) đến "hàng chục" người ủng hộ. Để so sánh, nhiều người hơn đã tham dự Cuộc hành động chống Trump vì Sự thật, được tổ chức cùng ngày.
Trump bắt đầu vận động tranh cử ở Iowa vào tháng Sáu. Iowa được coi là một bang xoay vòng lâu năm  và cuộc họp kín ở Iowa được lên kế hoạch là cuộc bầu cử sơ bộ tổng thống sớm nhất. Iowa cũng là quê hương của các cuộc thăm dò bằng rơm không ràng buộc được tổ chức trước các cuộc bầu cử sơ bộ (Trump đã thắng trong cuộc thăm dò bằng rơm năm 2015 giữa các ứng viên Đảng Cộng hòa).
Vào ngày 7 tháng 6, Trump đã phát biểu mà tờ New York Daily News mô tả là "bài phát biểu kiểu chiến dịch" ở Cincinnati, Ohio. Năm ngày sau, các báo cáo xuất hiện cho thấy Trump đang lên kế hoạch thực hiện một chuyến công du rộng lớn hơn sẽ đến thăm một số bang chiến trường.

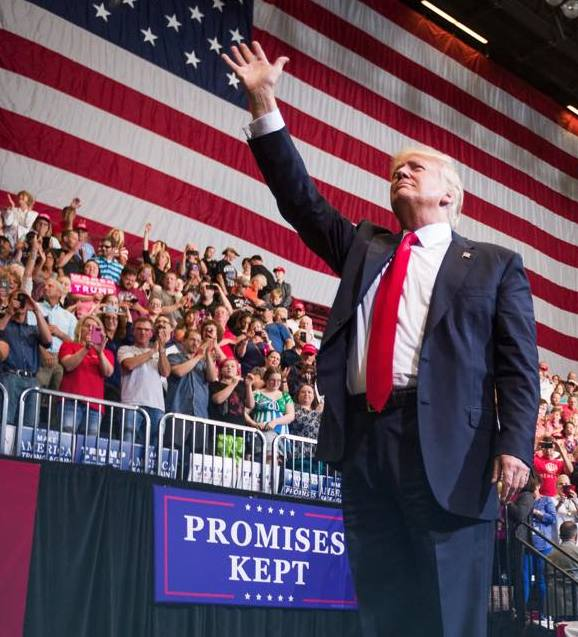
Trump ở Iowa tổ chức cuộc gặp gỡ chính thức thứ năm của chiến dịch tranh cử

Trump đã tổ chức cuộc biểu tình chiến dịch chính thức thứ năm của mình ở Cedar Rapids ở phía đông Iowa. Khu vực này, nơi sinh sống của đông đảo người da trắng thuộc tầng lớp lao động, được coi là khu vực mạnh mẽ để Trump tìm kiếm cơ sở ủng hộ chính trị. Ngày diễn ra cuộc biểu tình, đã được thay đổi nhiều lần, cuối cùng được tổ chức vào ngày 21 tháng 6, đánh dấu lần đầu tiên trong nhiệm kỳ tổng thống của ông Trump đi về phía tây sông Mississippi. Tại cuộc biểu tình, Chủ tịch bang Iowa GOP, Jeff Kaufmann, đã công kích bằng lời nói đến thượng nghị sĩ Ben Sasse của Nebraskan, người được một số người suy đoán là kẻ thách thức tiềm năng đối với Trump trong cuộc bầu cử sơ bộ năm 2020 của Đảng Cộng hòa.
Phó Tổng thống Pence đã tham dự buổi gây quỹ Roast and Ride hàng năm lần thứ ba của Joni Ernst, được tổ chức vào tháng 63 tại Central Iowa Expo gần Boone, Iowa. Các phiên bản trước của sự kiện này đã bao gồm các lần xuất hiện trong chiến dịch tranh cử tổng thống. Bản thân Trump trước đó đã tham dự buổi gây quỹ của Ernst vào năm 2016 khi vận động tranh cử ở Iowa, và bảy ứng cử viên tổng thống của Đảng Cộng hòa đã tham dự sự kiện này vào năm 2015.
Vào ngày 28 tháng 6, tổng thống đã tổ chức một buổi gây quỹ tại khách sạn của công ty ông ở Washington, DC, mang lại lợi ích cho Ủy ban Chiến thắng Trump, một ủy ban chung gây quỹ cho cả chiến dịch tái tranh cử của ông và RNC. Cuộc gây quỹ là sự kiện đầu tiên Trump tổ chức cho Ủy ban Chiến thắng kể từ khi trở thành tổng thống, cũng như cuộc gây quỹ chiến dịch tranh cử tổng thống đầu tiên. Sự kiện này được đồng tổ chức bởi chủ tịch RNC Ronna Romney McDaniel và Chủ tịch Tài chính Quốc gia RNC Steve Wynn. Buổi gây quỹ có sự tham gia của khoảng 300 khách và được cho là sẽ thu về $ 10 triệu. Đệ nhất phu nhân và các cố vấn hàng đầu của Nhà Trắng tham gia sự kiện với Trump. Trong số những người được báo cáo là đã tham dự buổi quyên góp có Mica Mosbacher, Dean Heller và Katrina Pierson. Ngoài ra, Harold Hamm và một số nhân vật cấp cao đã được phát hiện tại sảnh đợi của khách sạn trong sự kiện này. Báo chí đã bị cấm tham gia sự kiện, một sự phá vỡ tiền lệ kể từ khi các phóng viên được phép tham gia các đợt gây quỹ đầu tiên do hai người tiền nhiệm của Trump tổ chức. Quyết định của Trump để tổ chức sự kiện tại một địa điểm mà từ đó ông kiếm được lợi nhuận cá nhân đã vấp phải nhiều chỉ trích.
Trong suốt tháng 6, tổng thống Trump cũng đã có các bài phát biểu tại các sự kiện ở các bang xung quanh như Florida, Ohio và Wisconsin.
Lara Trump đã xuất hiện thay mặt cho chiến dịch tại các sự kiện ở New York và Texas trong tháng 6. Tại New York, Lara đã phát biểu tại khách sạn Sheraton New York Times Square vào ngày 20 tháng 6 cho buổi dạ tiệc thường niên của Ủy ban Nhà nước Đảng Cộng hòa New York.
Đến cuối tháng 6, Trump đã đến thăm ít bang hơn trong sáu tháng đầu tiên nắm quyền so với hai người tiền nhiệm Barack Obama và George W. Bush. Cả Obama và Bush đều đã đến thăm mọi múi giờ ở lục địa Hoa Kỳ, trong khi Trump cho đến nay chỉ đến thăm múi giờ miền Đông và miền Trung. Obama và Bush cũng thực hiện cả các chuyến đi qua đêm và nhiều ngày trên khắp đất nước trong khi các chuyến đi trong nước của Trump phần lớn bị giới hạn trong bán kính bay hai giờ từ Washington, DC, và các kỳ nghỉ qua đêm của ông ở Trại David, Mar-a-Lago Câu lạc bộ gôn quốc gia Trump ở Bedminster. Một trong những lợi ích mà Trump được suy đoán sẽ có được từ các chuyến đi như vậy là đưa tin thuận lợi hơn từ các hãng tin tức địa phương tại các khu vực đã đến thăm. Hầu hết các chuyến đi của Trump đến Wisconsin đều tập trung vào khu vực Milwaukee ở phía đông nam của bang, nơi Trump đã giành được chiến thắng vào năm 2016 với tỷ lệ nhỏ hơn Mitt Romney vào năm 2012.